# Édgar Alarcón
Edgar Arnold Alarcón Tejada (Socabaya, Arequipa, 9 de mayo de 1961-Paras, Ayacucho, 14 de mayo de 2024) fue un contador público y político peruano. Fue congresista de la república por Arequipa durante el breve periodo 2020-2021 y contralor general de la República del Perú de 2016 a 2017.

## Biografía
Alarcón nació en Socabaya, Arequipa, el 9 de mayo de 1961. Fue hijo de Diego Alarcón Carpio y de Nancy Tejada Escobedo. Casado con Maria Lilia Gordillo Andia de Alarcón con la cual tuvo 3 hijos: Edgar Arnold Alarcon Gordillo, Guillermo Alexander Alarcón Gordillo y Maria Lilia Alarcón Gordillo.
Realizó sus estudios escolares en los colegios San Martín de Socabaya (Arequipa) y Manuel Muñoz Najar en la misma localidad. Posteriormente, cursaría estudios universitarios de Contabilidad en la Universidad Nacional de San Agustín, donde obtuvo el grado de bachiller en Contabilidad y, posteriormente, el título de contador público en la misma casa universitaria.

## Trayectoria política

### Contralor
El 9 de junio de 2016, Alarcón fue designado como contralor general de la república, pese a ello fue removido de su cargo el 4 de julio de 2017.
Se desempeñaba en diversos cargos, en la CGRP, siendo los principales: vicecontralor general, gerente de Auditoría Especializada, gerente central de Operaciones, gerente general, gerente de Control Financiero, gerente central de Planeamiento, gerente de Finanzas, jefe de la Oficina de Administración y presidente del CAFAE CGR.
El 9 de octubre de 2019, Alarcón fue presentado como principal asesor de gobernación en el Gobierno Regional de Arequipa, encabezado por Elmer Cáceres Llica. El 6 de noviembre, renunció al cargo denunciando actos de corrupción al interior de la entidad regional.

### Congresista de la república
Durante las elecciones extraordinarias de 2020, Alarcón se afilió al partido Unión por el Perú, en alianza con el Frente Patriótico de Antauro Humala, y postuló al Congreso de la República liderando la lista por Arequipa. Durante su campaña congresal, Alarcón defendió al entonces encarcelado líder etnocacerista pidiendo su libertad y anunció que una de sus propuestas será la pena de muerte. Finalizando las elecciones, Alarcón logró ser elegido como congresista de la república y juró el cargo el 16 de marzo del mismo año para completar el periodo 2016-2021. Asimismo, el 21 de abril, fue elegido presidente de la Comisión de Fiscalización del Congreso en el marco del estado de emergencia por la pandemia de COVID-19 en el Perú.
Alarcón fue uno de los promotores del pedido de vacancia para el entonces presidente, Martín Vizcarra, durante los dos procesos. El segundo de los cuales terminó sacando al expresidente del poder. El congresista apoyó la moción; siendo uno de los ciento cinco parlamentarios que votó a favor de la vacancia del presidente Martín Vizcarra.
En abril de 2021, Alarcón fue suspendido de sus funciones como congresista de la república mientras duraba el proceso penal en su contra por presuntos actos de corrupción cuando fue contralor general de la república.

## Controversias
Alarcón fue cuestionado por haber nombrado como coordinador parlamentario de la Contraloría al excongresista Juan Díaz Dios.
Cuando se reveló una presunta compra irregular de computadoras por parte de la Mesa Directiva del Congreso, Alarcón descartó cualquier responsabilidad de Luz Salgado y José Cevasco. Este último responsable de la cuestionada adquisición y fue criticado por la frase «¡Tanto ruido por cinco milloncitos!».

En cualquier país del mundo, un funcionario de la categoría de Alarcón —encargado de fiscalizar el gasto de cada sol del Estado— debió ser sancionado ante tamaña respuesta (Trome).

En la actualidad, venía siendo cuestionado por presuntas faltas a la ética e irregularidades no comprobadas. Que serán vistas por la Comisión Permanente del Poder Legislativo.
Se le acusa también de haber grabado las conversaciones que sostuvo con algunos ministros del gabinete ministerial como Fernando Zavala (presidente del Consejo de Ministros), Alfredo Thorne (exministro de Economía) y Martín Vizcarra (exministro de Transportes).
El 3 de julio de 2017, la Comisión Permanente del Congreso de la República mediante Resolución Legislativa n.º 015-2016-2017-CR, en su artículo primero, dispuso: «Apruébese la remoción del señor Édgar Arnold Alarcón Tejada del cargo de contralor general de la república, para el que fue designado por Resolución Legislativa n.º 003-2015-2016 de fecha 9 de junio de 2016…» y se declaró la vacancia del cargo de contralor.
Alarcón estuvo siendo investigado por desbalance patrimonial hasta el último de sus días, ya que tendría un desbalance patrimonial de más de 4 millones de soles, todo esto gracias a la adquisión de 76 vehículos de alta gama durante su gestión al frente de la contraloría entre 2007-2017, el Ministerio Público solicitó se le inpongan 15 años y 1 día de pena privativa de la libertad, inhabilitación de 20 años del ejercicio público y 731 días de multa.
Asimismo, por el delito de difamación agravada contra la ex Viceministra de Transportes Fiorella Molinelli en un medio de comunicación, en donde aseguró que esta última le habría ofrecido dinero a cambio de emitir una adenda favorable al contrato del aeropuerto de Chinchero fue sentenciado a 1 año de pena privativa de la libertad.

## Fallecimiento
El 14 de mayo de 2024, se registró un accidente de tránsito en la carretera Vía de los Libertadores en dirección a Ayacucho, donde un bus de transporte de la empresa Civa se desbarrancó a la altura del puente Ñiñacha y tuvo como resultado 13 pasajeros heridos y 18 muertos. Entre los fallecidos, se encontraba Édgar Alarcón quien perdió la vida a los sesenta y tres años y fue reportado por un comunicado oficial. Tras esto, el Congreso de la República envió condolencias a los familiares de Alarcón.